# Stictoptera describentis
Stictoptera describentis är en fjärilsart som beskrevs av Embrik Strand 1917. Stictoptera describentis ingår i släktet Stictoptera och familjen nattflyn. Inga underarter finns listade i Catalogue of Life.